# ویکتور هربرت بزرگ
ویکتور هربرت بزرگ (انگلیسی: The Great Victor Herbert) یک فیلم موزیکال آمریکایی به کارگردانی اندرو ال. استون است که در سال ۱۹۳۹ منتشر شد.

## بازیگران
- والتر کانلی در نقش ویکتور هربرت
- آلن جونز
- مری مارتین
- لی بومن
- سوزانا فاستر
- جرومی کوان
- جودیت بارت
- جان گاریک
- پیر واتکین
- ریچارد تاکر
- هال کی. داسون
- امت ووگان
- جیمز فینلیسون
- گرترود مسینگر
- لان پاف
- جرج اووی